# Stanisław Kosicki (cenzor)

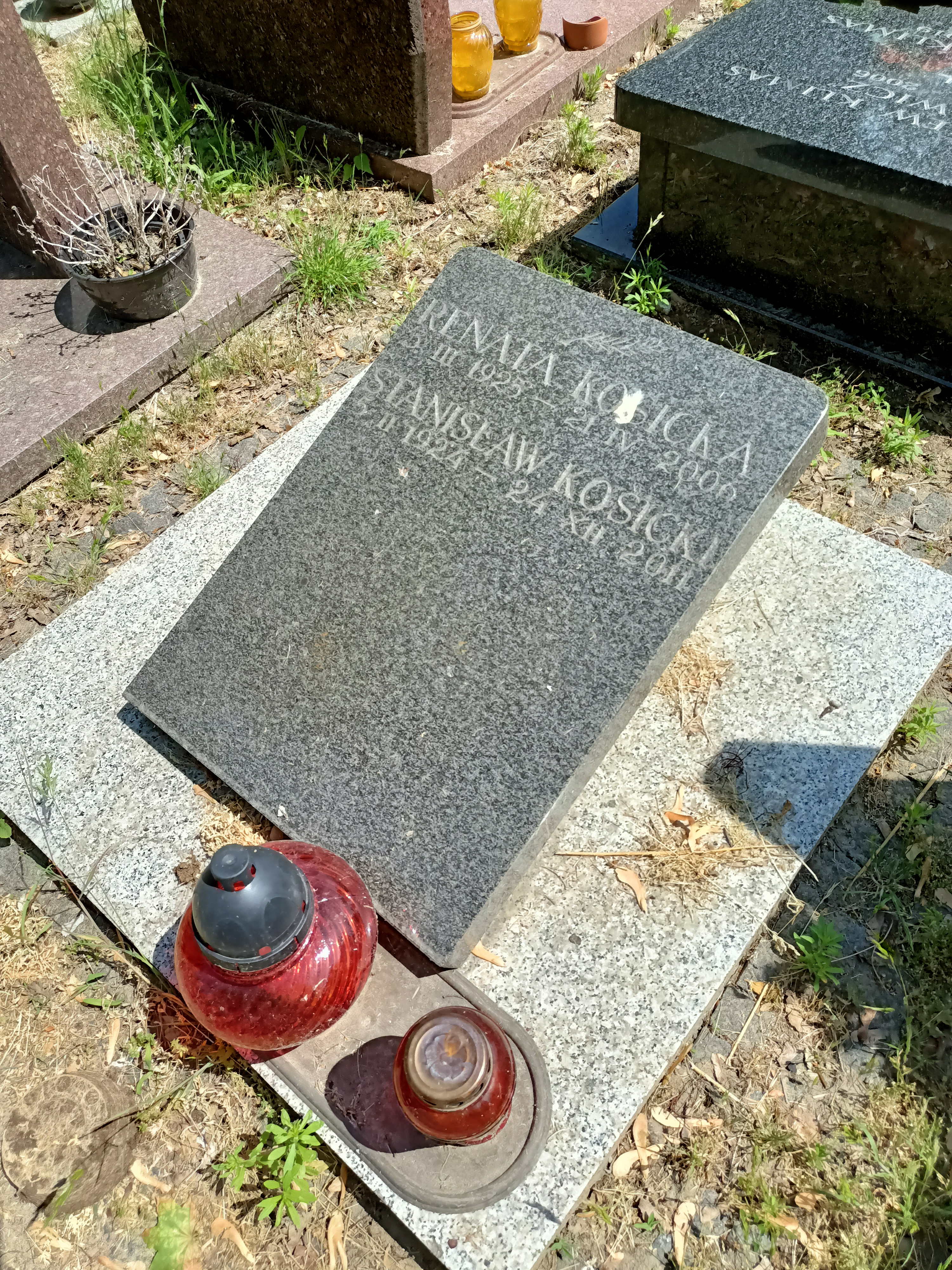
Grób Stanisława Kosickiego na Wojskowych Powązkach

Stanisław Kosicki (ur. 5 lutego 1924 w Łodzi, zm. 24 grudnia 2011 w Warszawie) – cenzor, dziennikarz, działacz partyjny, urzędnik państwowy PRL.

## Życiorys
W 1945 został członkiem PPS, a w 1948 PZPR, od lutego 1945 do 1946 pełnił funkcję sekretarza redakcji Młodzi Idą i jednocześnie od czerwca 1945 do 1946 sekretarza redakcji Przeglądu Sportowego. W kwietniu 1946 został sekretarzem i zastępcą redaktora naczelnego Kuriera Popularnego, a w grudniu 1948 kierownikiem działu i następnie sekretarzem redakcji nowo powstałego organu PZPR Głosu Robotniczego, następnie od kwietnia 1954 do 1956 był redaktorem naczelnym Gazety Białostockiej. Od stycznia 1957 do 1962 zajmował stanowisko redaktora naczelnego Trybuny Opolskiej, jednocześnie od 27 września 1958 do 27 grudnia 1968 wchodził w skład Egzekutywy Komitetu Wojewódzkiego PZPR w Opolu i od 1 lutego 1961 do 2 lutego 1968 był jednym z sekretarzy KW PZPR. Od 20 stycznia 1968 do 7 stycznia 1972 był zastępcą kierownika Wydziału Propagandy i Agitacji KC PZPR, od 7 stycznia do 24 października 1972 I zastępcą kierownika Wydziału Propagandy, Prasy i Wydawnictw KC PZPR ds. ideologicznych, później prezesem Głównego Urzędu Kontroli Prasy, Publikacji i Widowisk do momentu likwidacji tego urzędu w 1990. Na VII Zjeździe PZPR w grudniu 1975 wybrany w skład Centralnej Komisji Kontroli Partyjnej (do 1980).
Został pochowany na Cmentarzu Wojskowym na Powązkach.